# 桑特纳克德塞鲁
森特纳克德塞鲁（法語：Sentenac-de-Sérou）是法国阿列日省的一个市镇，位于该省中部偏西，属于富瓦区。该市镇2009年时的人口为52人。

## 人口
森特纳克德塞鲁人口变化图示
| 数据来源：INSEE |